# Big Top Pee-wee - La mia vita picchiatella
Big Top Pee-Wee - La mia vita picchiatella (Big Top Pee Wee) è un film statunitense del 1988 diretto da Randal Kleiser. Si tratta del sequel di Pee-wee's Big Adventure.

## Trama
Pee Wee Herman oramai vive felice in una fattoria in compagnia di una moltitudine di animali, tra i quali il suo fedele maialino parlante Vance. Fidanzato con Winnie, le vicende di Pee Wee Herman proseguono scorrevoli senza grandi colpi di scena, fino a quando un circo caduto in disgrazia dopo una bufera in città capiterà nella sua fattoria e toccherà a lui portarlo al successo.

## Personaggi e interpreti
- Pee-Wee Herman, interpretato da Paul Reubens, doppiato in italiano da Roberto Del Giudice.[1]
Pee-wee vive in una fattoria con il maiale parlante Vance, dove coltiva delle strane piante ed è fidanzato con Winnie Johnson.
- Winnie Johnson, interpretata da Penelope Ann Miller, doppiata in italiano da Cristina Boraschi.[1]
Winnie è la fidanzata di Pee-wee.
- Mace Montana, interpretato da Kris Kristofferson, doppiato in italiano da Cesare Barbetti.[1]
- Gina Piccolapupula, interpretata da Valeria Golino, doppiata in italiano da Isabella Pasanisi.[1]
Gina è la trapezista del circo di origine italiana, principale attrazione dello spettacolo.
- Vance il maiale (in inglese Vance the Pig), doppiato originalmente da Wayne White, doppiato in italiano da Alessandro Rossi.[1]
- Midge Montana, interpretata da Susan Tyrrell.
- Signor Ryan (in inglese Mr. Ryan), interpretato da Albert Henderson, doppiato in italiano da Renato Mori.[1]

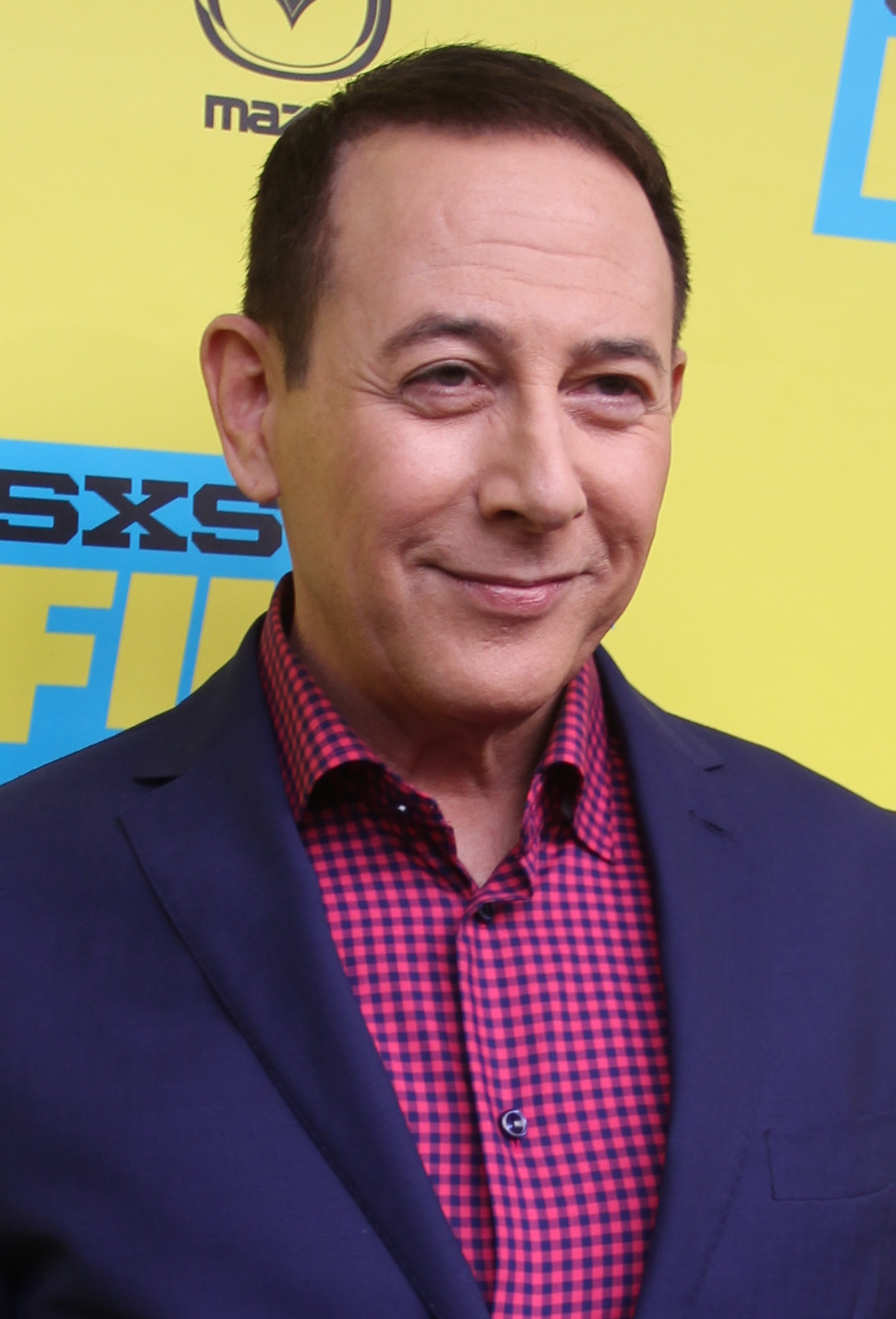
Paul Reubens, interprete di Pee-wee Herman
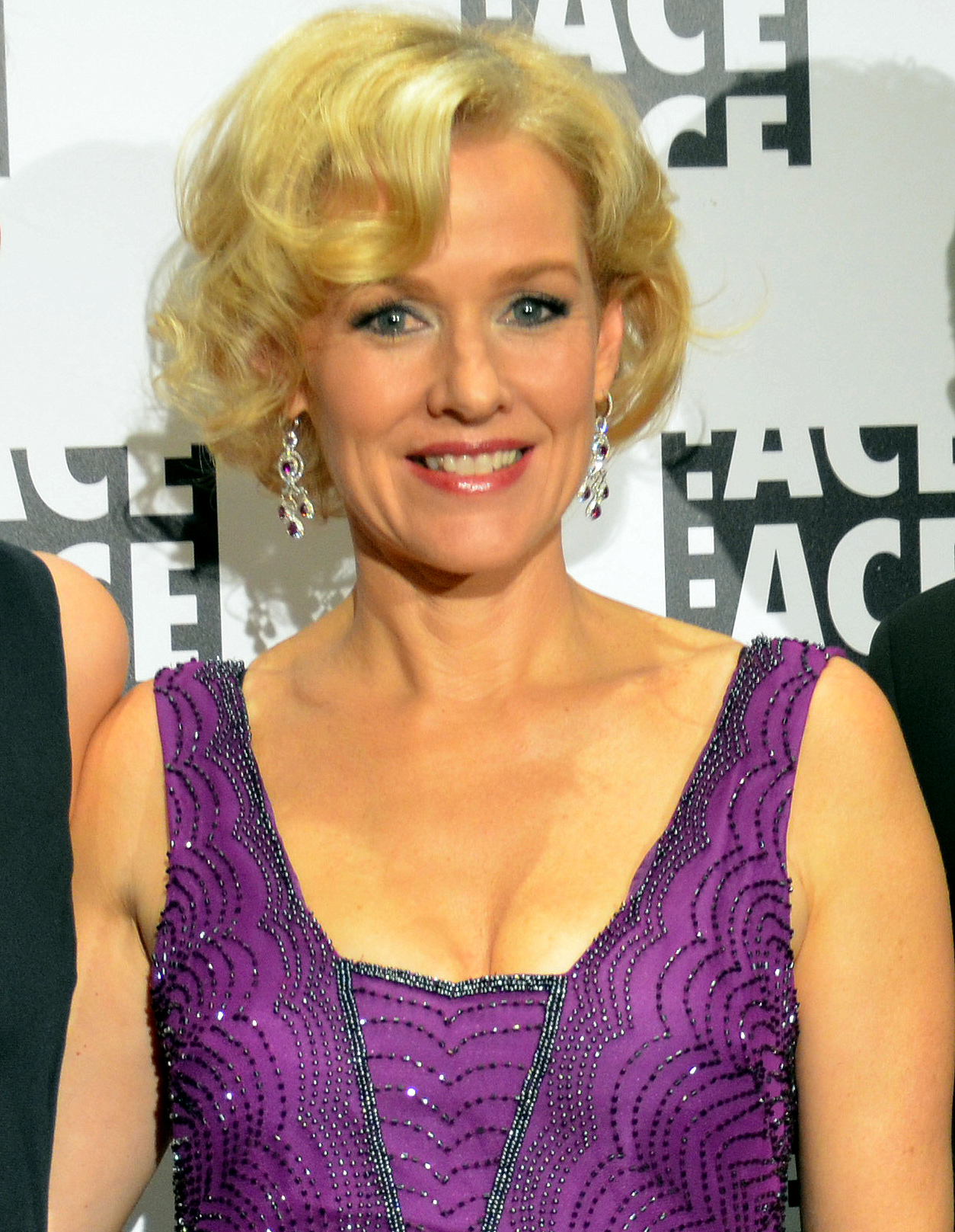
Penelope Ann Miller, interprete di Winnie Johnson
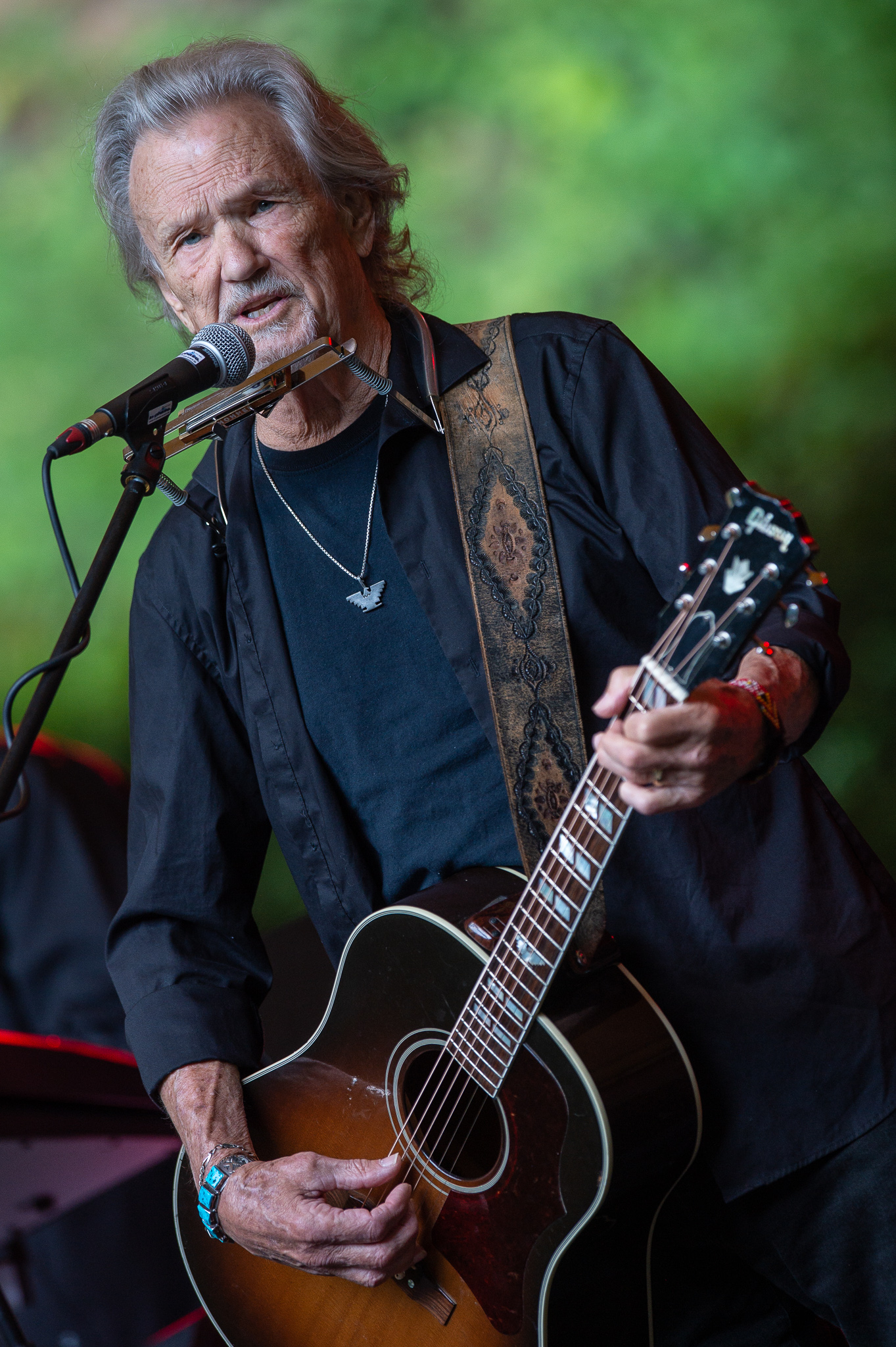
Kris Kristofferson, interprete di Mace Montana
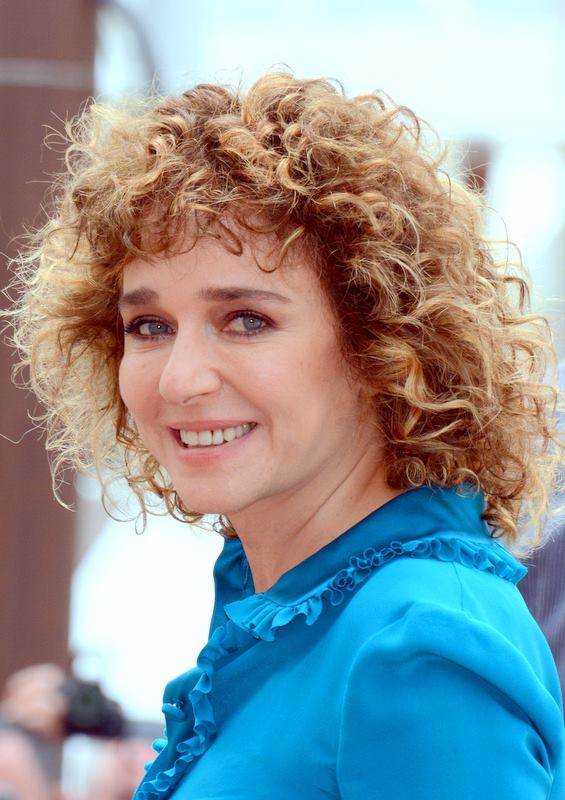
Valeria Golino, interprete di Gina Piccolapupula
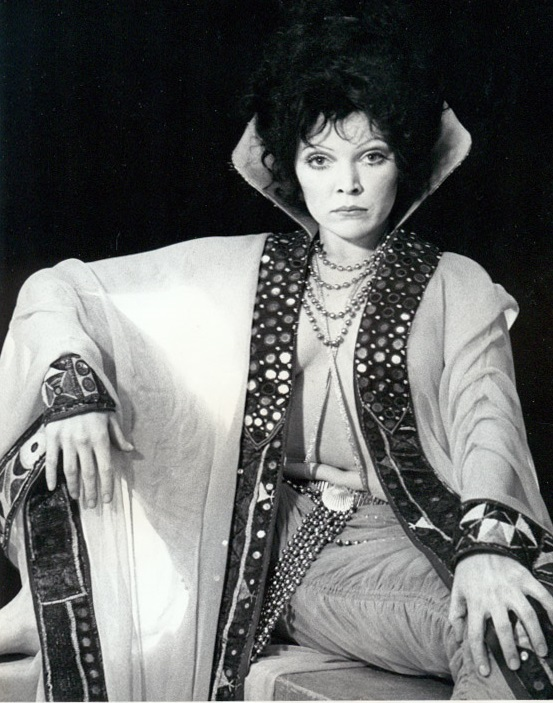
Susan Tyrrell, interprete di Midge Montana

## Distribuzione
In Italia, a differenza del primo capitolo, questo secondo film è stato distribuito direttamente in VHS.